# Liste des députés de la Marne
Cet article est une liste des députés élus dans le département français de la Marne.

## Liste des députés élus sous laMonarchie constitutionnelle

### Assemblée législative (1791-1792)
10 députés et 4 suppléants
Députés :
1. François Emmanuel Debranges, membre du directoire du département à Vitry-le-François.
2. Louis Sébastien Morel, procureur-syndic du district d'Epernay.
3. Nicolas Gobillard, maître de poste, cultivateur à La Chaussée.
4. Gabriel Deliège, officier municipal à Sainte-Menehould.
5. Théodore Claude Brulley, de Sézanne, homme de loi, président du département.
6. Jean-François Pierret, ancien maire de Reims.
7. Louis Joseph Charlier, homme de loi, membre du directoire du district de Châlons.
8. Claude Dorizy, procureur-syndic du district de Vitry.
9. Charles Euphrasie Bezanson-Perrier, cultivateur à Reims.
10. Jacques Alexis Thuriot, juge au tribunal du district de Sézanne, électeur de Paris en 1789 et ancien président de la commune de Paris.

Suppléants :
1. Nicolas Hurtault-Pinchart, professeur en droit, maire de Reims.
2. Muzeux, premier juge suppléant au tribunal du district d'Epernay.
3. Jean-Baptiste Drouet, maître de poste à Sainte-Menehould.
4. Mauget, procureur-syndic du district de Châlons.

## Liste des députés élus sous laPremière Républiqueet lePremier Empire

### Convention nationale
10 députés et 4 suppléants
Titulaires :
1. Pierre-Louis Prieur, (Prieur de la Marne) membre du directoire du département, ancien Constituant, membre du Comité de salut public. Est décrété d'accusation le 2 prairial an III (21 mai 1795) ; est ensuite amnistié.
2. Thuriot (Jacques-Alexis), juge au tribunal de Sémur, ancien député à la Législative. Est décrété d'accusation le 2 prairial an III (21 mai 1795) ; est ensuite amnistié.
3. Louis Joseph Charlier, avocat, administrateur du district de Châlons, ancien député à la Législative.
4. Delacroix (Charles-François), administrateur du département.
5. Jean-Louis Deville, administrateur du département.
6. Jean-Baptiste Poulain de Boutancourt, maître de Forges, ancien Constituant.
7. Jean-Baptiste Drouet, maître des postes à Sainte-Menehould, ancien député suppléant à la Législative. Est livré aux Autrichiens par Dumouriez le 3 avril 1793 ; est mis en liberté le 4 nivôse an IV (25 décembre 1795).
8. Jean-Baptiste Armonville, cardeur de laine à Reims
9. François Joseph Blanc, administrateur du département.
10. Jean-César Battellier, horloger, maire de Vitry-le-François.

Suppléants :
1. Josse, (Claude) ex-membre de l'ancienne administration. N'a pas siégé.
2. Camus (Edmé-Jean), juge au tribunal de Sezanne. N'a pas siégé.
3. Jolly-Pilloy, membre du directoire du district de Reims. N'a pas siégé.
4. Cerisier (Pierre-Joseph), inspecteur des vivres à Vesoul. N'a pas siégé.

### Conseil des Cinq-Cents(1795-1799)
- Pierre-Paul Royer-Collard
- Jean-Baptiste Drouet
- Nicolas-Marie Leroy
- Louis Jérôme Moignon-Salmon
- Louis Sébastien Morel
- Jean-Baptiste Poulain de Boutancourt
- Jean-Louis Deville
- Pierre-Charles Hémart
- Louis Lofficial
- Regnault Nicolas Georges Thomas

### Corps législatif(1800-1814)
| Nom                                                   | Nomination par le Sénat conservateur (Date) | Fin de mandat (Date) |
| ----------------------------------------------------- | ------------------------------------------- | -------------------- |
| Joseph Barbier de Soligny (1756-1821)                 | 2 mai 1809                                  | 4 juin 1814          |
| François Louis Jérôme Baron (1750-1833)               | 25 décembre 1799                            | 1er juillet 1805     |
| Pierre-Charles Hémart (né en 1752)                    | 25 décembre 1799                            | 1er juillet 1804     |
| Jean-Charles Mauclerc (né en 1754)                    | 1er juillet 1803                            | 1er juillet 1808     |
| Louis Sébastien Morel (né en 1758)                    | 25 décembre 1799                            | 4 juin 1814          |
| Jean-Baptiste Poulain de Boutancourt (1758-1802)      | 25 décembre 1799                            | 10 octobre 1802      |
| Charles-Jacques-Désiré Robin de Coulogne (né en 1752) | 2 mai 1809                                  | 4 juin 1814          |
| Nicolas Louis de Salligny (1736-1819)                 | 25 décembre 1799                            | 1er avril 1804       |
| Regnault Nicolas Georges Thomas (né en 1746)          | 30 novembre 1803                            | 1er juillet 1809     |
| Jacques Quentin Tronsson-Lecomte (1749-1836)          | 2 mai 1809                                  | 1er juillet 1814     |

## Chambre des députés des départements (1reRestauration)
- Joseph Barbier de Soligny
- Charles-Jacques-Désiré Robin de Coulogne
- Jacques Quentin Tronsson-Lecomte

## Chambre des représentants (Cent-Jours)
- Joseph Alexandre Jacques Durant de Mareuil
- Pierre Jobert-Lucas
- Paul Lefebvre
- Antoine Gillet-Barba
- Jean-Baptiste-Louis Froc de la Boulaye
- Jean-Baptiste Drouet
- Basile Pierre Chamorin de Cappy
- Nicolas Ponsardin

## Chambre des députés des départements (2eRestauration)

### Irelégislature(1815–1816)
- Sosthène de La Rochefoucauld
- Jean-Baptiste-Louis Froc de la Boulaye
- Pierre-Paul Royer-Collard
- Basile Pierre Chamorin de Cappy

### IIelégislature(1816-1823)
- Claude Marie Louis Loisson de Guinaumont
- Jean-Baptiste-Louis Froc de la Boulaye
- Charles François Louis Delalot
- Irénée Ruinart de Brimont
- Pierre Jobert-Lucas
- Pierre-Paul Royer-Collard

### IIIelégislature(1824-1827)
- Auguste Louis Philippe de Saint-Chamans
- Claude Marie Louis Loisson de Guinaumont
- Irénée Ruinart de Brimont
- Antoine Gillet-Barba
- Pierre-Paul Royer-Collard

### IVelégislature(1828-1830)
- Sosthène de La Rochefoucauld
- Louis Tirlet
- Pierre Jobert-Lucas
- Pierre-Paul Royer-Collard
- François Scholastique de Guéheneuc

### Velégislature(23 juin 1830-28 juillet 1830)
- Louis Tirlet
- Irénée Ruinart de Brimont
- Pierre Jobert-Lucas
- Pierre-Paul Royer-Collard
- François Scholastique de Guéheneuc

## Chambre des députés (monarchie de Juillet)

### Irelégislature(1830-1831)
- Pierre Jobert-Lucas démissionne en 1831, remplacé par Gustave Louis Chaix d'Est-Ange
- Simon Leroy-Myon
- Louis Tirlet
- Pierre-Paul Royer-Collard
- François Scholastique de Guéheneuc

### IIelégislature(1831-1834)
- Jean-Louis Dozon-Houreau
- Simon Leroy-Myon
- Joseph Perier
- Louis Tirlet
- Pierre Lévesque de Pouilly
- Pierre-Paul Royer-Collard

### IIIelégislature(1834-1837)
- Simon Leroy-Myon démissionne en 1836, remplacé par Gustave Louis Chaix d'Est-Ange
- Charles Broquart des Bussières
- Jean-Louis Dozon-Houreau
- Joseph Perier
- Louis Tirlet
- Pierre-Paul Royer-Collard

### IVelégislature(1837-1839)
- Charles Broquart des Bussières invalidé, remplacé en 1838 par Jean Nicolas Houzeau-Muiron
- Pierre Paul Désiré Pérignon
- Gustave Louis Chaix d'Est-Ange
- Jean-Louis Dozon-Houreau
- Joseph Perier
- Pierre-Paul Royer-Collard

### Velégislature(1839-1842)
- Pierre Paul Désiré Pérignon
- Gustave Louis Chaix d'Est-Ange
- Charles Broquart des Bussières
- Jean-Louis Dozon-Houreau
- Joseph Perier
- Pierre-Paul Royer-Collard

### VIelégislature(1842-1846)
- Jean Nicolas Houzeau-Muiron décédé en 1844, remplacé par Gustave Louis Chaix d'Est-Ange
- Pierre Paul Désiré Pérignon
- Charles Broquart des Bussières
- Jean-Louis Dozon-Houreau
- Charles Lenoble-Chataux
- Joseph Perier

### VIIelégislature(17/08/1846-24/02/1848)
- Léon Faucher
- Pierre Paul Désiré Pérignon
- Charles Broquart des Bussières
- Jean-Louis Dozon-Houreau
- Charles Lenoble-Chataux
- Joseph Perier

## IIeRépublique
Élections au suffrage universel masculin à partir de 1848

### Assemblée nationale constituante (1848-1849)
- Édouard Aubertin
- Louis Émile Dérodé
- Désiré Médéric Le Blond
- Jean Bertrand (homme politique, 1809-1869)
- Léon Faucher
- Jean François Xavier Ferrand
- Pierre Paul Désiré Pérignon
- Marc Bailly
- Pierre Marie Soullié

### Assemblée nationale législative (1849-1851)
- Louis Eugène Tirlet
- Édouard Aubertin
- Jean Bertrand (homme politique, 1809-1869)
- Alexis Eugène Thuriot de La Rosière
- Nicolas Henri Carteret
- Léon Faucher
- Louis Napoléon Lannes
- Pierre Marie Soullié

## Second Empire

### Irelégislature(1852-1857)
- Charles Jean-Baptiste Parchappe
- Alexandre Godart de Juvigny décédé en 1856, remplacé par Justin Haudos
- Pierre Marie Soullié

### IIelégislature(1857-1863)
- Charles Jean-Baptiste Parchappe
- Nicolas Henri Carteret décédé en 1862, remplacé par Édouard Werlé
- Justin Haudos

### IIIelégislature(1863-1869)
- Charles Jean-Baptiste Parchappe décédé en 1866, remplacé par Charles Perrier
- Justin Haudos décédé en 1864, remplacé par Pascal Duguet, invalidé en 1865, remplacé par Jacques Goërg
- Édouard Werlé

### IVelégislature(1869-1870)
- Jacques Goërg
- Charles Perrier
- Édouard Werlé

## Liste des députés élus sous laIIIeRépublique

### Assemblée nationale (1871-1876)
| Nom                          | Département | Date d'élection complémentaireRaison            | Date de fin de mandat anticipéeRaison          | Étiquette/Parti     |
| ---------------------------- | ----------- | ----------------------------------------------- | ---------------------------------------------- | ------------------- |
| Simon Dauphinot              | Marne       |                                                 |                                                | Centre gauche       |
| Paul Émile Flye-Sainte-Marie | Marne       |                                                 | août 1872 : démissionnaire Remplacé par Picart | Gauche républicaine |
| Désiré Médéric Le Blond      | Marne       |                                                 |                                                | Gauche républicaine |
| Camille Margaine             | Marne       |                                                 |                                                | Gauche républicaine |
| Eugène Perrier               | Marne       |                                                 |                                                | Centre droit        |
| Alphonse Picart              | Marne       | 27 avril 1873 Remplacement de Flye-Sainte-Marie |                                                | Gauche républicaine |
| Jules Simon                  | Marne       |                                                 | 16 décembre 1875 Élu sénateur inamovible       | Gauche républicaine |
| Jules Warnier                | Marne       |                                                 |                                                | Gauche républicaine |

### Irelégislature (1876 - 1877)
- Eugène Blandin
- Alphonse Picart
- Camille Margaine
- Alfred Thomas
- Édouard Ponsard
- Désiré Médéric Le Blond

### IIelégislature (1877 - 1881)
- Eugène Blandin
- Alphonse Picart
- Camille Margaine
- Désiré Médéric Le Blond élu sénateur en 1879, remplacé par Victor Diancourt
- Pierre Hippolyte Faure
- Louis Roederer (1845-1880) invalidé en 1878, remplacé par Alfred Thomas

### IIIelégislature (1881 - 1885)
- Paul Guyot
- Eugène Blandin
- Camille Margaine
- Alfred Thomas
- Eugène Courmeaux
- Pierre Hippolyte Faure

### IVelégislature (1885 - 1889)
- Camille Margaine élu sénateur en 1888, remplacé par Léon Bourgeois
- Louis Mennesson
- Jean-Louis Thomas-Derevoge
- Paul Guyot
- Eugène Blandin
- Alfred Thomas
- Pierre Hippolyte Faure

### Velégislature (1889 - 1893)
- Chalons : Léon Bourgeois, Républicain
- Sainte-Menehould :  Paul Charles Bertrand, Républicain
- Épernay : Ernest Vallé, Républicain
- Reims-1 : Jean-Baptiste Langlet, Radical
- Vitry-le-François : Léon Morillot, Libéral
- Reims-2 : Alfred Thomas, Républicain

Source : journal Le Temps du 24 septembre et du 8 octobre 1889 sur Gallica,.

### VIelégislature (1893 - 1898)
- Reims-1 : Léon Mirman, Radical socialiste
- Reims-2 : Adrien Lannes de Montebello, Républicain Libéral
- Chalons : Léon Bourgeois, Républicain
- Sainte-Menehould : Paul Charles Bertrand, Républicain
- Épernay : Ernest Vallé, Républicain
- Vitry-le-François : Léon Morillot, Rallié

Source : journal Le Temps du 22 août et du 5 septembre 1893 sur Gallica,.

### VIIelégislature (1898 - 1902)
- Epernay : Ernest Vallé, Radical, élu sénateur en 1898, remplacé par Étienne Peignot, Républicain (Gauche démocratique)
- Reims-2 : Léon Mirman, Socialiste
- Reims-3 : Ernest Monfeuillart, Radical
- Reims-1 : Adrien Lannes de Montebello, Républicain
- Chalons : Léon Bourgeois, Radical
- Sainte-Menehould : Paul Charles Bertrand, Républicain
- Vitry-le-François : Léon Morillot, Républicain

Source : journal Le Temps du 10 mai et du 24 mai 1898 sur Gallica,.

### VIIIelégislature (1902 - 1906)
- Epernay : Paul Coutant, Nationaliste
- Reims-2 : Léon Mirman, Radical Socialiste, démissionne en 1905, remplacé par Camille Lenoir, Socialiste
- Chalons-sur-Marne : Léon Bourgeois, Radical, élu sénateur en 1905, remplacé par Félix Drelon, Radical (Gauche démocratique)
- Reims-3 : Ernest Monfeuillart, Radical
- Reims-1 : Adrien Lannes de Montebello, Républicain
- Sainte-Menehould : Paul Charles Bertrand, Républicain
- Vitry-le-François : Paul Perroche, Républicain

Source : journal Le Temps du 29 avril et du 13 mai 1902 sur Gallica,.

### IXelégislature (1906 - 1910)
- Epernay : Adhémar Péchadre, Radical socialiste
- Chalons : Félix Drelon, Radical
- Reims-1 : Adrien Pozzi, Radical socialiste
- Reims-2 : Camille Lenoir, Socialistes parlementaires
- Reims-3 : Gustave Haguenin, Radical
- Sainte-Menehould : Paul Charles Bertrand, non-inscrit (Républicain)
- Vitry-le-François : Paul Perroche, Républicain progressiste

Sources : Journal Le Temps du 6 et du 22 mai 1906 sur Gallica - ,.

### Xelégislature (1910 - 1914)
- Vitry-le-François : Ernest Haudos, Radical socialiste
- Sainte-Menehould : Alfred Margaine, Radical socialiste
- Epernay : Adhémar Péchadre, Radical socialiste
- Chalons : Félix Drelon, Gauche démocratique
- Reims-2 : Camille Lenoir, Républicain socialiste
- Reims-1 : Adrien Lannes de Montebello, Républicain progressiste
- Reims-3 : Gustave Haguenin, Gauche démocratique

Sources : Journal Le Temps du 24 avril et du 8 mai 1910 sur Gallica - ,.

### XIelégislature (1914 - 1919)
- Reims-3 : Pierre Forgeot, Gauche démocratique
- Vitry-le-François : Ernest Haudos, Radical socialiste
- Reims-1 : Bertrand de Mun, Non-inscrit (Droite)
- Sainte-Menehould : Alfred Margaine, Gauche radicale
- Épernay : Adhémar Péchadre, Radical socialiste
- Chalons : Félix Drelon, Gauche démocratique
- Reims-2 : Camille Lenoir, Républicain socialiste

Sources : Journal Le Temps du 28 avril et du 12 mai 1914 sur Gallica - ,.

### XIIelégislature (1919 - 1924)
Les élections législatives de 1919 furent organisées au scrutin proportionnel de liste. Elles marquèrent au niveau national la victoire du "Bloc national" de centre-droit.
Liste d'Union républicaine de la Fédération des groupes de gauche de la Marne
- Camille Lenoir, Républicain socialiste
- Ernest Haudos, Parti radical et radical-socialiste, conseiller général du canton de Heiltz-le-Maurupt
- Alfred Margaine, Parti radical et radical-socialiste, conseiller général du canton de Ville-sur-Tourbe
- Gaston Poittevin, Républicain socialiste

Liste de l'Entente républicaine
- Pierre Forgeot, Action républicaine et sociale
- Paul Coutant, Républicain de gauche (modéré), décédé le 10 janvier 1921, non remplacé

Liste du Parti socialiste unifié
- Jules Lobet, SFIO

Source : Barodet sur le site de l'Assemblée Nationale - https://bibnum.sciencespo.fr/s/catalogue/ark:/46513/sc16m2kz#?c=&m=&s=&cv=.

### XIIIelégislature (1924 - 1928)
Les élections législatives de 1924 furent organisées au scrutin proportionnel de liste. Elles marquèrent au niveau national national la victoire du "Cartel des gauches".
Liste d'Union des Gauches
- Gaston Poittevin, Conseiller général, Républicain socialiste et socialiste français
- Ernest Haudos, Vice-Président du Conseil général, Parti radical et radical-socialiste, élu sénateur, remplacé le 26 février 1926 par Marcel Déat, SFIO
- Alfred Margaine, Conseiller général, Parti radical et radical-socialiste
- Camille Lenoir, Conseiller général, Républicain socialiste et socialiste français

Liste des candidats de l'Alliance républicaine
- Bertrand de Mun, Union républicaine démocratique
- Jean Jacquy, Républicain de gauche (modéré)

Liste du Parti socialiste SFIO
- Jules Lobet, Conseiller municipal d'Ay, SFIO décédé le 25 avril 1925, remplacé en 1926 par Paul Marchandeau, Parti radical et radical socialiste, élu le 28 février 1926

Source : Barodet, sur le site de l'Assemblée Nationale - https://bibnum.sciencespo.fr/s/catalogue/ark:/46513/sc16m1m0#?c=&m=&s=&cv=

### XIVelégislature (1928 - 1932)
Les élections législatives furent au scrutin d'arrondissement majoritaire à deux tours de 1928 à 1936.
- Épernay : Pierre Forgeot, Républicain socialiste
- Reims-2 : Paul Marchandeau, Radical-socialiste
- Reims-1 : Gaston Poittevin, Radical-socialiste
- Vitry-le-François : Raymond Férin, Radical-socialiste
- Chalons / Sainte-Menehould : Alfred Margaine, Radical-socialiste

Source : Élections législatives 22-29 avril 1928 de Georges Lachapelle - https://gallica.bnf.fr/ark:/12148/bpt6k320439r.texteImage#

### XVelégislature (1932 - 1936)
- Épernay : Pierre Forgeot, Parti républicain socialiste
- Reims-2 : Paul Marchandeau, Radical-socialiste
- Reims-1 : Gaston Poittevin, Radical-socialiste
- Vitry-le-François : Raymond Férin, Radical-socialiste
- Chalons / Sainte-Menehould : Alfred Margaine, Radical-socialiste

### XVIelégislature (1936 - 1940)
- Épernay : Henri Martin, SFIO. Résistant, membre du Parti socialiste clandestin et franc-maçon, il est déchu de son mandat de maire d'Hautvillers en 1943 par le gouvernement de Vichy. Arrêté par les Allemands un an plus tard, déporté à Mauthausen, il y meurt le lendemain de la capitulation nazie, le 9 mai 1945. Il avait 42 ans[15]
- Reims-1 : Pierre Pitois, Républicain indépendant d'action sociale
- Reims-2 : Paul Marchandeau, Radical-socialiste
- Vitry-le-François : Raymond Férin, Radical-socialiste
- Chalons / Sainte-Menehould : Alfred Margaine, Radical-socialiste

## Liste des députés sous leGouvernement Provisoire de la République Française

### Première Constituante (1945-1946)
Alcide Benoit (PCF)
Marcel Prenant (PCF)
Lucien Draveny (SFIO)
René Charpentier (MRP)
Pierre Schneiter (MRP)

### Seconde Constituante (1946)
Yves Angeletti (PCF)
Alcide Benoit (PCF)
Lucien Draveny (SFIO)
René Charpentier (MRP)
Pierre Schneiter (MRP)

## Liste des députés sous laIVeRépublique

### Irelégislature (1946-1951)
Alcide Benoit (PCF), élu sénateur le 8 décembre 1946, remplacé par Yves Angeletti (PCF), démissionnaire le 1er juin 1948, remplacé par Hélène Nautré (PCF)
Lucien Draveny (SFIO)
Paul Anxionnaz (Radical)
Pierre Schneiter (MRP)
René Charpentier (MRP)

### IIelégislature (1951-1956)
Alcide Benoît (PCF)
Lucien Draveny (SFIO)
Pierre Clostermann (UDSR)
René Charpentier (MRP)
Pierre Schneiter (MRP)

### IIIelégislature (1956-1958)
Alcide Benoit (PCF)
René Tys (PCF)
Paul Anxionnaz (Radical)
René Charpentier (MRP)
Pierre Schneiter (MRP)

## Liste des députés sous laVeRépublique

### Irelégislature(1958-1962)
| Circ. |  | Identité                   | Parti        | Élection                                                                                                   | Autres mandats                           | Suppléant(e)      |
| ----- |  | -------------------------- | ------------ | --- | ---------------------------------------- | ----------------- |
| 1re   |  | Jean Taittinger            | DVD puis UNR | 44,94 %, triangulaire face à Pierre Schneiter (MRP) et à Hélène Duran (PCF)                                | Maire de Reims (1959 à 1977)             | Jean Bernard      |
| 2e    |  | Marcel Falala Roger Raulet | UNR          | 48,12 %, triangulaire face à René Tys (PCF) et à René Bride (Divers Centre) Suppléant                      | Conseiller municipal de Reims            | Roger Raulet      |
| 3e    |  | Jean Degraeve              | UNR          | 48,29 %, quadrangulaire face à Robert Soudant (MRP), Jean Reyssier (PCF) et Paul Anxionnaz (Parti radical) | Maire de Châlons-sur-Marne (1965 à 1973) | Charles Eggermann |
| 4e    |  | René Charpentier           | MRP          | 38,94 %, triangulaire face à René Bouillon (UNR) et Alcide Benoit (PCF)                                    | Conseiller général de Montmirail         | François Crombez  |

### IIelégislature(1962-1967)
| Circ. |  | Identité         | Parti   | Élection                                                                  | Autres mandats                           | Suppléant(e)      |
| ----- |  | ---------------- | ------- | ------------------------------------------------------------------------- | ---------------------------------------- | ----------------- |
| 1re   |  | Jean Taittinger  | UNR-UDT | 51,33 % au premier tour                                                   | Maire de Reims (1959 à 1977)             | Roger Crespin     |
| 2e    |  | Roger Raulet     | UNR-UDT | 61,82 % face à René Tys (PCF)                                             | Conseiller municipal de Reims            | Jean Falala       |
| 3e    |  | Jean Degraeve    | UNR-UDT | 58,18 % au premier tour                                                   | Maire de Châlons-sur-Marne (1965 à 1973) | Charles Eggermann |
| 4e    |  | René Charpentier | MRP     | 34,98 %, triangulaire face à René Bouillon (UNR) et Robert Morillon (PCF) | Conseiller général de Montmirail         | François Crombez  |

### IIIelégislature(1967-1968)
| Circ. |  | Identité        | Parti | Élection                                                                              | Autres mandats                                      | Suppléant(e)    |
| ----- |  | --------------- | ----- | ------------------------------------------------------------------------------------- | --------------------------------------------------- | --------------- |
| 1re   |  | Jean Taittinger | UD-Ve | 58,34 % face à Michel Delaitre (PCF)                                                  | Maire de Reims (1959 à 1977)                        | Roger Crespin   |
| 2e    |  | Jean Falala     | UD-Ve | 55,45 % face à René Tys (PCF)                                                         | Conseiller général et conseiller municipal de Reims | François Guyard |
| 3e    |  | Jean Degraeve   | UD-Ve | 47,68 %, triangulaire face à Jean Reyssier (PCF) et Aymard de Courson (Divers Centre) | Maire de Châlons-sur-Marne (1965 à 1973)            | Jean Bernard    |
| 4e    |  | Robert Morillon | PCF   | 36,02 %, triangulaire face à René Bouillon (UNR) et René Charpentier                  | Conseiller général d'Epernay                        | Maurice Mestre  |

### IVelégislature(1968-1973)
| Circ. |  | Identité                      | Parti  | Élection                          | Autres mandats                                                         | Suppléant(e)    |
| ----- |  | ----------------------------- | ------ | --------------------------------- | ---------------------------------------------------------------------- | --------------- |
| 1re   |  | Jean Taittinger Roger Crespin | UDR    | 58,25 % au premier tour Suppléant | Maire de Reims (1959 à 1977) Conseiller général de Reims (1961 à 1985) | Roger Crespin   |
| 2e    |  | Jean Falala                   | UDR    | 51,02 % au premier tour           | Conseiller général et conseiller municipal de Reims                    | François Guyard |
| 3e    |  | Jean Degraeve                 | UDR    | 50,42 % au premier tour           | Maire de Châlons-sur-Marne (1965 à 1973)                               | Jean Bernard    |
| 4e    |  | Bernard Stasi                 | CD-UDR | 57,49 % au premier tour           |                                                                        | Pierre Caurier  |

### Velégislature(1973-1978)
| Circ. |  | Identité                      | Parti                  | Élection    | Autres mandats                                                         | Suppléant(e)   |
| ----- |  | ----------------------------- | ---------------------- | ----------- | ---------------------------------------------------------------------- | -------------- |
| 1re   |  | Jean Taittinger Roger Crespin | UDR puis RPR           | ? Suppléant | Maire de Reims (1959 à 1977) Conseiller général de Reims (1961 à 1985) | Roger Crespin  |
| 2e    |  | Jean Falala                   | UDR puis RPR           | ?           | Conseiller général et conseiller municipal de Reims                    | Thérèse Guérin |
| 3e    |  | Jean Degraeve                 | UDR                    | ?           | Maire de Châlons-sur-Marne (1965 à 1973)                               | Jean Bernard   |
| 4e    |  | Bernard Stasi Pierre Caurier  | CDP puis CDS Centriste | ? Suppléant | Maire d'Épernay (1970-1977 et 1983-2000) Conseiller général de Sézanne | Pierre Caurier |

### VIelégislature(1978-1981)
| Circ. |  | Identité             | Parti | Élection | Autres mandats                                      | Suppléant(e)         |
| ----- |  | -------------------- | ----- | -------- | --------------------------------------------------- | -------------------- |
| 1re   |  | Jean-Louis Schneiter | UDF   | ?        | Conseiller général et conseiller municipal de Reims | Albert Vecten        |
| 2e    |  | Jean Falala          | RPR   | ?        | Conseiller général et conseiller municipal de Reims | François Charpentier |
| 3e    |  | Jean Bernard         | RPR   | ?        | Maire de Vitry-le-François (1971 à 1989)            | Bruno Bourg-Broc     |
| 4e    |  | Bernard Stasi        | CDS   | ?        | Maire d'Épernay (1970-1977 et 1983-2000)            | Pierre Caurier       |

### VIIelégislature(1981-1986)
| Circ. |  | Identité            | Parti | Élection                     | Autres mandats                                                                         | Suppléant(e)                             |
| ----- |  | ------------------- | ----- | ---------------------------- | -------------------------------------------------------------------------------------- | ---------------------------------------- |
| 1re   |  | Georges Colin       | PS    | ?                            | Conseiller général du canton Reims 4                                                   | Joëlle Macquart-Régnier                  |
| 2e    |  | Jean Falala         | RPR   | ?                            | Conseiller général et conseiller municipal de Reims puis Maire de Reims de 1983 à 2001 | Jean-Claude Thomas                       |
| 3e    |  | Annette Chépy-Léger | PS    | ? face à Jean Bernard        |                                                                                        | Jacky Gillet (suppléant d'Annette Chépy) |
| 3e    |  | Bruno Bourg-Broc    | RPR   | ? face à Annette Chépy-Léger | Conseiller général de Châlons                                                          | ?                                        |
| 4e    |  | Bernard Stasi       | CDS   | ?                            | Maire d'Épernay (1970-1977 et 1983-2000)                                               | Robert Ravillon (RPR)                    |

### VIIIelégislature(1986-1988)
Changement de scrutin, soit six élus à la proportionnelle
|  | Identité          | Parti | Autres mandats                                                      |
|  | ----------------- | ----- | ------------------------------------------------------------------- |
|  | Bruno Bourg-Broc  | RPR   | Conseiller municipal de Châlons-en-Champagne et conseiller régional |
|  | Georges Colin     | PS    | Conseiller général du canton de Reims 4                             |
|  | Jean Falala       | RPR   | Maire de Reims                                                      |
|  | Jean Reyssier     | PCF   | Maire de Châlons-sur-Marne                                          |
|  | Bernard Stasi     | CDS   | Maire d'Épernay                                                     |
|  | Ghislaine Toutain | PS    |                                                                     |

### IXelégislature(1988-1993)
| Circ. |  | Identité            | Parti | Élection                                    | Autres mandats                                                                    | Suppléant(e)           |
| ----- |  | ------------------- | ----- | ------------------------------------------- | --------------------------------------------------------------------------------- | ---------------------- |
| 1re   |  | Jean Falala         | RPR   | 55,50 % face à Hubert Carpentier (PS)       | Maire de Reims                                                                    | Guy Bazard             |
| 2e    |  | Georges Colin       | PS    | 53,5 % face à Jean-Louis Schneiter (UDF)    |                                                                                   | Michel Voisin          |
| 3e    |  | Jean-Claude Thomas  | RPR   | 50,29 % face à Jean-Claude Fontalirand (PS) | Conseiller municipal de Reims et général de Reims-10                              | Michel Prévoteau (UDF) |
| 4e    |  | Bruno Bourg-Broc    | RPR   | 53,88 % face à Jean Reyssier (PCF)          | Conseiller municipal de Châlons-en-Champagne (1983 à 1993) et conseiller régional | Michel Lecourtier      |
| 5e    |  | Jean-Pierre Bouquet | PS    | 50,55 % face à Jean Bernard (RPR)           | Conseiller général de Saint-Remy-en-Bouzemont                                     | Jean-Michel Gauby      |
| 6e    |  | Bernard Stasi       | CDS   | 52,12 % face à Michel THOMAS (PS)           | Maire d'Épernay                                                                   | Jean-Mary Tarlant      |

### Xelégislature(1993-1997)
| Circ. |  | Identité            | Parti | Élection                                | Autres mandats                                                                   | Suppléant(e)                         |
| ----- |  | ------------------- | ----- | --------------------------------------- | -------------------------------------------------------------------------------- | ------------------------------------ |
| 1re   |  | Jean Falala         | RPR   | 51,06 % au premier tour                 | Maire de Reims (1983 à 1999)                                                     | Jean-Pierre Fortuné                  |
| 2e    |  | Jean-Claude Étienne | RPR   | 56,59 % face à Michel Voisin (PS)       | Conseiller régional et municipal de Reims (1995 à 2001)                          | Michel Caquot                        |
| 3e    |  | Jean-Claude Thomas  | RPR   | 71,98 % face à Jacques Le Touzé (FN)    | Conseiller municipal de Reims et général de Reims-10                             | Yves Détraigne (UDF)                 |
| 4e    |  | Bruno Bourg-Broc    | RPR   | 62,97 % face à Jean Reyssier (PCF)      | Conseiller régional (1986 à 1996) et maire de Châlons-en-Champagne (depuis 1995) | Michel Lecourtier                    |
| 5e    |  | Charles de Courson  | CDS   | 55,71 % face à Jean-Pierre Bouquet (PS) | Maire de Vanault-les-Dames et conseiller général d'Heiltz-le-Maurupt             | Robert Ravillon (RPR) décédé en 1996 |
| 6e    |  | Philippe Martin     | DVD   | 50,07 % face à Bernard Stasi (CDS)      | Maire de Cumières et député européen (1994 à 1999)                               | Jean-Claude Miro                     |

### XIelégislature(1997-2002)
| Circ. |  | Identité            | Parti    | Élection                                                                         | Autres mandats                                                                 | Suppléant(e)                        |
| ----- |  | ------------------- | -------- | -------------------------------------------------------------------------------- | ------------------------------------------------------------------------------ | ----------------------------------- |
| 1re   |  | Jean Falala         | RPR      | 53,48 % face à Hubert Carpentier (PS)                                            | Maire de Reims (1983 à 1999)                                                   | Jean-Pierre Fortuné                 |
| 2e    |  | Jean-Claude Étienne | RPR      | 50,95 % face à Jean-Claude Laval (PS)                                            | Conseiller municipal de Reims et président du conseil régional (1998 à 2004)   | Michel Caquot                       |
| 3e    |  | Jean-Claude Thomas  | RPR      | 51,54 % face à Adeline Hazan (PS)                                                | Conseiller municipal de Reims (1983-2001) et général de Reims-10 (1985 à 2008) | Yves Détraigne élu sénateur en 2001 |
| 4e    |  | Bruno Bourg-Broc    | RPR      | 52,68 % face à Gérard Berthiot (PS)                                              | Maire de Châlons-en-Champagne                                                  | Michel Lecourtier                   |
| 5e    |  | Charles de Courson  | FD       | 46,76 %, triangulaire face à Jean-Pierre Bouquet (PS) et à Jérôme Mallarmey (FN) | Maire de Vanault-les-Dames et conseiller général d'Heiltz-le-Maurupt           | Pierre Callot (RPR)                 |
| 6e    |  | Philippe Martin     | App. RPR | 52,15 % face à Marie-Angèle Klaine (Verts)                                       | Maire de Cumières (1989 à 2008) et député européen (1994 à 1999)               | Claude Gobillard                    |

### XIIelégislature(2002-2007)
| Circ. |  | Identité                           | Parti   | Élection                                    | Autres mandats                                                       | Suppléant(e)              |
| ----- |  | ---------------------------------- | ------- | ------------------------------------------- | -------------------------------------------------------------------- | ------------------------- |
| 1re   |  | Francis Falala                     | UMP     | 54,57 % face à Laurence Sartor (PS)         | Conseiller général de Reims-2                                        | Anne Brut (Parti radical) |
| 2e    |  | Catherine Vautrin Philippe Feneuil | DVD UMP | 53,95 % face à Adeline Hazan (PS) Suppléant | Maire de Chamery (depuis 1995) et conseiller régional (2004 à 2010)  | Philippe Feneuil          |
| 3e    |  | Jean-Claude Thomas                 | UMP     | 59,61 % face à Stéphane Joly (Verts)        | Conseiller général de Reims-10                                       | Alphonse Schwein          |
| 4e    |  | Bruno Bourg-Broc                   | UMP     | 50,72 % au premier tour                     | Maire de Châlons-en-Champagne                                        | Bertrand Courot           |
| 5e    |  | Charles de Courson                 | UDF     | 50,89 % au premier tour                     | Maire de Vanault-les-Dames et conseiller général d'Heiltz-le-Maurupt | Pascal Perrot             |
| 6e    |  | Philippe Martin                    | UMP     | 62,38 % face à Marie-Angèle Klaine (Verts)  | Maire de Cumières                                                    | Claude Gobillard          |

### XIIIelégislature(2007-2012)
| Circ. |  | Identité                        | Parti | Élection                                                          | Autres mandats                                                                                     | Suppléant(e)                                     |
| ----- |  | ------------------------------- | ----- | ----------------------------------------------------------------- | -------------------------------------------------------------------------------------------------- | ------------------------------------------------ |
| 1re   |  | Renaud Dutreil Arnaud Robinet   | UMP   | 53,72 % face à Eric Quénard (PS) 52,49 % face à Eric Quénard (PS) | Conseiller municipal de Charly-sur-Marne (2001 à 2008) Conseiller général de Reims-6 (depuis 2011) | Véronique Marchet (suppléante de Arnaud Robinet) |
| 2e    |  | Catherine Vautrin               | UMP   | 56,93 % face à Adeline Hazan (PS)                                 | Conseillère municipale de Reims (depuis 2008)                                                      | Philippe Feneuil                                 |
| 3e    |  | Jean-Claude Thomas              | UMP   | 53,70 % face à Nathalie Dahm (PS)                                 | Conseiller général de Reims-10 (1985 à 2008)                                                       | Alphonse Schwein                                 |
| 4e    |  | Benoist Apparu Bruno Bourg-Broc | UMP   | 58,94 % face à Gérard Berthiot (PS) Suppléant                     | Adjoint au maire de Châlons-en-Champagne Maire de Châlons-en-Champagne (depuis 1995)               | Benoist Apparu                                   |
| 5e    |  | Charles de Courson              | NC    | 61,19 % au premier tour                                           | Maire de Vanault-les-Dames et conseiller général d'Heiltz-le-Maurupt                               | Pascal Perrot                                    |
| 6e    |  | Philippe Martin                 | UMP   | 51,72 % au premier tour                                           | Maire (1989 à 2008) puis adjoint au maire (depuis 2008) de Cumières                                | Claude Gobillard                                 |

### XIVelégislature(2012-2017)
| Circ. |  | Identité           | Parti | Élection                            | Autres mandats                                                                          | Suppléant(e)      |
| ----- |  | ------------------ | ----- | ----------------------------------- | --------------------------------------------------------------------------------------- | ----------------- |
| 1re   |  | Arnaud Robinet     | UMP   | 52,77 % face à Sabrina Ghallal (PS) | Conseiller général de Reims-6 (depuis 2011) - Maire de Reims depuis 2014                | Véronique Marchet |
| 2e    |  | Catherine Vautrin  | UMP   | 53,04 % face à Eric Quénard (PS)    | Conseiller municipal de Reims (depuis 2008) - Présidente de Reims Métropole depuis 2014 |                   |
| 3e    |  | Philippe Martin    | UMP   | 55,78 % face à Eric Loiselet (EELV) | Adjoint au maire de Cumières                                                            |                   |
| 4e    |  | Benoist Apparu     | UMP   | 52,49 % face à Rudy Namur (PS)      | Adjoint au maire puis maire (2014) de Châlons-en-Champagne                              |                   |
| 5e    |  | Charles de Courson | NC    | 65,79 % face à Mariane Dorémus (PS) | Maire de Vanault-les-Dames et conseiller général d'Heiltz-le-Maurupt                    | Pascal Perrot     |

### XVelégislature(2017–2022)
| Circonscription     | Député             | Parti | Parti          | Suppléant             | Autre mandat                                                                        |
| ------------------- | ------------------ | ----- | -------------- | --------------------- | ----------------------------------------------------------------------------------- |
| 1re circonscription | Valérie Beauvais   |       | LR             | Arnaud Robinet        | Adjointe au maire de Reims Conseillère régionale du Grand Est                       |
| 2e circonscription  | Aina Kuric         |       | LREM puis Agir | Jean-Emmanuel Ronsin  |                                                                                     |
| 3e circonscription  | Éric Girardin      |       | LREM           | Michelle Bénard-Louis |                                                                                     |
| 4e circonscription  | Lise Magnier       |       | LR puis Agir   | Patrick Bedek         |                                                                                     |
| 5e circonscription  | Charles de Courson |       | LC             | Pascal Desautels      | Maire de Vanault-les-Dames Conseiller départemental du canton de Sermaize-les-Bains |

### XVIelégislature(2022-2024)
| Circonscription     | Député                                                | Parti | Parti    | Suppléant            | Autre mandat                                             |
| ------------------- | ----------------------------------------------------- | ----- | -------- | -------------------- | -------------------------------------------------------- |
| 1re circonscription | Xavier Albertini                                      |       | Horizons | Stella Hans          | Conseiller municipal de la majorité à Reims              |
| 2e circonscription  | Anne-Sophie Frigout (jusqu'en 2022) puis Laure Miller |       | RN       | Quentin Vandamme     | Conseillère régionale du Grand Est                       |
| 3e circonscription  | Éric Girardin                                         |       | RE       | Sylvie Rouillère     |                                                          |
| 4e circonscription  | Lise Magnier                                          |       | Horizons | Emmanuelle Guillaume |                                                          |
| 5e circonscription  | Charles de Courson                                    |       | LC       | Sébastien Mirgodin   | Conseiller départemental du canton de Sermaize-les-Bains |

### XVIIelégislature(2024)
| 1re                                             | Xavier Albertini   |  | HOR | HOR  | Stella Hans          |
| 2e                                              | Laure Miller       |  | RE  | EPR  | Philippe Salmon      |
| 3e                                              | Maxime Michelet    |  | RAD | AD   | Christophe Morieux   |
| 4e                                              | Lise Magnier       |  | HOR | HOR  | Emmanuelle Guillaume |
| 5e                                              | Charles de Courson |  | LC  | LIOT | Sébastien Mirgodin   |
| * Député sortant ne se représentant pas en 2024 |                    |  |     |      |                      |

## Liste nominative alphabétique des députés de la Marne depuis laRévolution française
- Paul Anxionnaz ;
- Jean-Baptiste Armonville ;
- Jean Bertrand ;
- Eugène Blandin ;
- Nicolas Henri Carteret ;
- Pierre Caurier ;
- Jean Degraeve ;
- Charles-François Delacroix ;
- Charles François Louis Delalot ;
- Louis Émile Dérodé ;
- Jean François Xavier Ferrand ;
- Jean Nicolas Houzeau-Muiron ;
- Pierre Jobert-Lucas ;
- Louis Napoléon Lannes ;
- Joseph Alexandre Jacques Durant de Mareuil ;
- Robert Morillon ;
- Jean-François Pierret ;
- Nicolas Ponsardin ;
- Pierre-Louis Prieur ;
- Jean Reyssier ;
- Irénée Ruinart de Brimont ;
- Jean-Louis Schneiter ;
- Pierre Schneiter ;
- Jean Taittinger ;
- Édouard Werlé ;